# Stdbool.h
stdbool.h é um arquivo cabeçalho da biblioteca padrão da linguagem de programação C que foi introduzido a partir de 1999, com C99. É usada para manipular variáveis lógicas, como verdadeiro e falso. Pode ser substituída pela utilização de valores inteiro, sua função é simplesmente facilitar a compreensão do código. Ela é um pouco mais complexas que as outras básicas, mas podemos entende-la perfeitamente.
É formada por quatro macros, definidos no IEEE Std 1003.1-2001 são eles:
- bool tipo de função que retorna valores lógicos
- true equivale a verdadeiro ou também 1
- false representa falso ou 0
- __bool_true_false_are_defined significa 1